# Басманный переулок
Басма́нный переу́лок — улица в центре Москвы в Красносельском районе между Новой Басманной и Новорязанской улицами.

## Происхождение названия
Старомосковское название XVIII века. Прежде назывался Голицынский переулок, по фамилии домовладельца конца XVIII века князя Голицына, затем — Петропавловский, по церкви Петра и Павла «под звонами» на Новой Басманной улице (известна с конца XVII века).

## Описание
Басманный переулок начинается от Новой Басманной улицы и проходит на северо-восток, слева на него выходит Рязанский переулок, заканчивается на Новорязанской улице напротив Ольховского тупика.

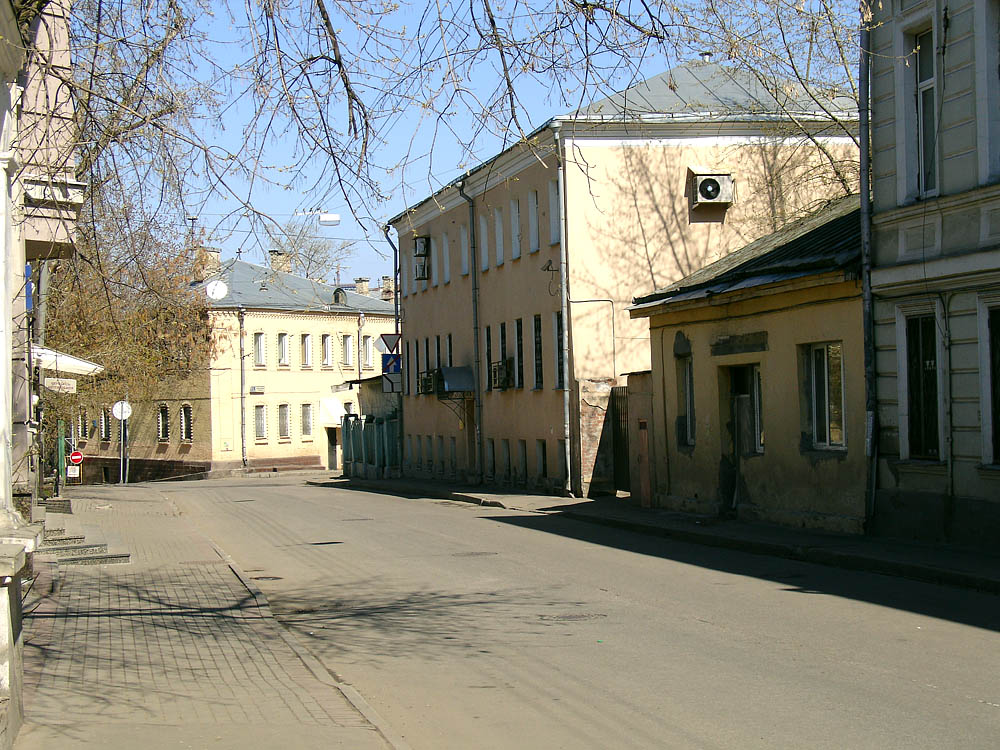
Вид на северный конец переулка от Новой Басманной улицы. Он упирается в дом, который был снесён в середине 2010-х.

## Здания и сооружения

### По чётной стороне
- № 6 — Учебно-методический центр по образованию на железнодорожном транспорте.
- № 8, стр. 1 — ночной клуб IZI Moscow